# قتاد قلموني
القَتَاد القلموني (باللاتينية: Astragalus antilibani) نوع نباتي عشبي من جنس القتاد.

## البيئة والانتشار
موطنه بلاد الشام .